# Nemo Link

Het convertorstation te Brugge

Nemo Link is een onderzeese hoogspanningsgelijkstroomkabel tussen Richborough in Kent, in Engeland, en Herdersbrug in Brugge. Het project is een joint venture tussen het Britse National Grid en het Belgische Elia.
De elektrische interconnector is de eerste tussen de twee landen en is in staat om tot 1000 MW aan 400 kV te vervoeren met een jaarlijkse transmissiecapaciteit van 8,76 TWh. De verbinding is op 31 januari 2019 in bedrijf gesteld. De totale lengte van de kabel bedraagt 140 km.
De contracten voor een totaal van € 500 miljoen toegekend werden in 2015 aan Siemens AG voor de bouw van de twee hoogspanningsomvormingsstations op het vasteland en J-Power Systems Corporation voor het kabelsysteem. Het contract voor het aanleggen van de kabel werd toegekend aan DeepOcean, die het werk in 2017 en 2018 voltooide.
De kabel begint vanaf het conversiestation in Herdersbrug met een ondergronds deel van bijna 9 km naar het strand van Zeebrugge en loopt van daar onderzees 130 km tot aan Pegwell Bay in Engeland. De kabel ligt op een diepte van maximaal 60 m en is ingegraven in de zeebodem. Het laatste deel van twee kilometer loopt de kabel vanaf Pegwell Bay ondergronds naar het conversiestation in Richborough.
België en Engeland kunnen er zo van profiteren, dat de tijd dat er de meeste elektriciteit wordt gebruikt, door het uur tijdsverschil in beide landen niet op hetzelfde moment valt. De gelijkstroom is nodig omdat de netten van het Europese vasteland en van Groot-Brittannië niet synchroon zijn.

## Overzicht overzeese kabels in de Noordzee
| verbinding     | land      | land       | capaciteit MW | spanning kV | jaar in gebruik |
| -------------- | --------- | ---------- | ------------- | ----------- | --------------- |
| NorNed-kabel   | Nederland | Noorwegen  | 700           | 450         | 2008            |
| BritNed-kabel  | Nederland | Engeland   | 1000          | 450         | 2011            |
| Nemo Link      | België    | Engeland   | 1000          | 400         | 2019            |
| COBRA-kabel    | Nederland | Denemarken | 700           | 320         | 2019            |
| NordLink       | Duitsland | Noorwegen  | 1400          | 500         | 2020            |
| NorGer-kabel   | Duitsland | Noorwegen  | 1400          | 450 - 500   | 2021            |
| North Sea Link | Noorwegen | Engeland   | 1400          | 525         | 2022            |